# Acustico 13.8-22.9.2000 Sogno di una notte di note

Claudio Baglioni durante il tour

Acustico. Sogno di una notte di note, pubblicato nel 2000, è un album di Claudio Baglioni registrato dal vivo, dove le sue canzoni vengono rivistate in acustico. 
Il disco, e di conseguenza anche il tour, è caratterizzato da uno stile cinquecentesco, evocato dalla scenografia del palco in legno e dalla presenza di oggetti e strumenti dell’epoca. Questo richiamo è visibile anche nell’interno della copertina, che presenta i disegni delle invenzioni di Leonardo da Vinci, e nel sottotitolo, ispirato all’opera di William Shakespeare Sogno di una notte di mezza estate. Baglioni omaggia ulteriormente la commedia shakespeariana citandone passaggi nel prologo e nel finale del disco.

## Descrizione
Sogno di una notte di note non è soltanto un gioco di parole ispirato a Sogno di una notte di mezza estate di William Shakespeare, ma una dichiarazione d’intenti, un ponte tra musica, teatro e sogno. Il titolo riprende quello di un suo fortunato tour del 1985, ma allo stesso tempo si allinea perfettamente all’atmosfera dell’opera shakespeariana, in cui la notte diventa il luogo dell’incanto, della trasformazione, dell’illusione.
Baglioni, come Shakespeare, ha spesso esplorato il tema del sogno e della magia nella sua musica, in particolar modo nella Trilogia del Tempo – Oltre (1990), Io sono qui (1995) e Viaggiatore sulla coda del tempo (1999) – tre album che affrontano il viaggio attraverso epoche e dimensioni, tra il reale e il metafisico, tra la carne e l’anima. In Sogno di una notte di note queste tre opere trovano grande spazio, a conferma di un legame profondo tra il progetto live e quella visione artistica in cui la notte diventa un palcoscenico di possibilità infinite, proprio come nella commedia shakespeariana.
L’ambientazione notturna ha sempre avuto un ruolo centrale nell’immaginario di Baglioni: la notte è il tempo della rivelazione, del cambiamento, della poesia. È il momento in cui gli amanti si incontrano e si perdono, in cui i sogni prendono forma, in cui la musica diventa racconto. Anche il teatro è un elemento ricorrente nella sua carriera, non solo per la dimensione spettacolare dei suoi concerti, ma per la struttura stessa di alcuni suoi album, come Io sono qui, che si sviluppa in modo cinematografico e si chiude con Titoli di coda, brano che non a caso conclude anche Sogno di una notte di note, a sottolineare il carattere di un’opera pensata come un vero e proprio spettacolo dal vivo.
L’amore, motore di ogni grande storia, è il filo conduttore sia di Shakespeare che di Baglioni. Nella commedia elisabettiana, l’amore è incantesimo, desiderio, smarrimento e riconciliazione, proprio come nelle canzoni di Baglioni, dove il sentimento si fa epico e quotidiano, terreno e mistico. L’amore raccontato da Baglioni è un viaggio attraverso la vita, tra euforia e malinconia, e proprio questa dimensione di viaggio trova la sua espressione più pura in un live che ripercorre il meglio della sua carriera con una nuova veste sonora.
Un altro elemento che rende Sogno di una notte di note unico è la scelta di arrangiare tutto il concerto in acustico, un modo per riportare la musica a una dimensione più intima, quasi primordiale. A questa scelta sonora si accompagna l’ambientazione scenica: palcoscenici in legno, posizionati in suggestivi anfiteatri greco-romani e arricchiti da oggetti cinquecenteschi. Un rimando al passato che trova ulteriore espressione nella copertina del CD, dove l’interno raffigura schizzi e invenzioni di Leonardo da Vinci, come a voler creare un filo invisibile tra epoche e arti diverse, tra sogno e realtà.
Sogno di una notte di note non è soltanto un album live, ma un’esperienza immersiva, un viaggio in cui il tempo si sospende e la musica diventa teatro, magia, poesia. Come nella commedia shakespeariana, la notte accoglie gli incanti, le rivelazioni, gli amori e le illusioni, lasciando che il pubblico si perda tra le note, proprio come gli innamorati della foresta incantata di Atene si smarriscono tra sogni e sortilegi. Baglioni, ancora una volta, costruisce un ponte tra passato e presente, tra parola e melodia, tra realtà e immaginazione, regalando un concerto che è più di una semplice esecuzione musicale: è un sogno, vissuto in una notte di note.

## Tracce
Testi e musiche di Claudio Baglioni.
Disco 1
1. Prologo
2. Notte di note note di notte
3. Io dal mare
4. Acqua dalla luna
5. Poster
6. Ragazze dell'est
7. La piana dei cavalli bradi
8. Io, lui e la cana femmina
9. Stai su
10. Reginella
11. Un mondo a forma di te
12. Noi no
13. Tamburi lontani
14. Fotografie
15. Fammi andar via

Disco 2
1. E adesso la pubblicità
2. Quante volte
3. Bolero
4. Domani mai
5. Avrai
6. Canzoniere del tempo: Questo piccolo grande amore, Amore bello, E tu, Sabato pomeriggio, Solo, E tu come stai, Strada facendo, La vita è adesso
7. A domani
8. Cuore di aliante
9. Mille giorni di te e di me
10. Io sono qui
11. Via
12. Presentazione
13. Titoli di coda
14. Finale

## Formazione
- Claudio Baglioni - voce, pianoforte e chitarra acustica
- Giovanni Boscariol - organo, tastiere e fisarmonica
- Paolo Gianolio - chitarre
- Danilo Rea - pianoforte
- Paolo Costa - basso e contrabbasso
- Gavin Harrison - batteria e voce narrante
- Elio Rivagli - percussioni
- Susan Duncan Smith - voce narrante